# 2015년 뉴욕 영화제
제53회 뉴욕 영화제는 2015년 9월 25일에 열린 시상식이다.

## 수상 (비경쟁)

### 장편 상영작
- 지금은맞고그때는틀리다 - 홍상수
- 하늘을 걷는 남자 - 로버트 저메키스
- 스티브 잡스 - 대니 보일
- 마일즈 어헤드 - 돈 치들
- 아라비안 나이트 - 볼륨 1, 더 레스트리스 원 - 미겔 고미쉬
- 아라비안 나이트 - 볼륨 2, 더 데솔레이트 원 - 미겔 고미쉬
- 아라비안 나이트 - 볼륨 3, 더 인챈티드 원 - 미겔 고미쉬
- 자객 섭은낭 - 허우 샤오시엔
- 스파이 브릿지 - 스티븐 스필버그
- 브루클린 - 존 크로울리
- 캐롤 - 토드 헤인즈
- 세머테리 오브 스플렌더 - 아피찻퐁 위라세타쿤
- 카우보이들 - 토마스 비더게인
- Don't Blink - Robert Frank - 로라 이스라엘
- 익스피리멘터 - 마이클 알메레이다
- 금지된 방 - 가이 매딘 외1명
- 인 더 섀도우 오브 우먼 - 필립 가렐
- 해안가로의 여행 - 구로사와 기요시
- 더 랍스터 - 요르고스 란티모스
- 매기스 플랜 - 레베카 밀러
- 더 메져 오브 어 맨 - 스테판 브리제
- 나의 어머니 - 난니 모레티
- 미크로브 에 가조왈 - 미셸 공드리
- 산하고인 - 지아장커
- 젊은날의 세가지 추억 - 아르노 데스플레샹
- 노 홈 무비 - 샹탈 애커만
- 더 트레져 - 코르넬리우 포룸보이우
- 다음 침공은 어디 - 마이클 무어

### 단편 상영작
- 프랑켄슈타인스 브라이드 - 아고스티나 갈베즈 외1명
- 모나코 - 데이빗 이스틸
- Carry On - Rafael Haider
- Marea de Tierra - 아미라 타딘 외1명
- 더 매드 하프 아워 - 레오나르도 브르세시키
- 떼리뚜와흐 - 뱅상 파로노드
- 위 원티드 모어 - 스티븐 던
- 핏줄기 - 퍼시벌 아게로 멘도자
- How to Be a Villain - Helen O'Hanlon
- 라모나 - 안드레이 크레툴레스쿠
- The Lingerie Show - Laura Harrison
- Hot Bod - Claire van Ryzin
- 홀 - 윌리엄 레이니시
- Denis the Pirate - Sam Messer
- Sanjay’s Super Team - 산제이 파텔
- 팜 로트 - 라이언 길리스
- 음식들의 수다 - 스치 송
- Rolling - Matt Christensen
- Hernia - Jason Giampietro
- Riot - 나단 실버
- Sundae - Sonya Goddy
- Dragstrip - 파코 벨레즈 외1명
- 스페셜 피쳐스 - 제임스 N. 키에니츠 윌킨스
- Six Cents in the Pocket - Ricky D'Ambrose
- 배드 앳 댄싱 - 조안나 아르노우
- My Last Film - 지아 앵거
- Review - 더스틴 가이 디파

### 스페셜 이벤트
- Bring Me the Head of Tim Horton - 가이 매딘 외2명
- Chantal Akerman by Chantal Akerman - 샹탈 애커만
- 슈발리에 - 아디너 레이첼 창가리
- 드 팔마 - 노아 바움백 외1명
- 하트 오브 어 도그 - 로리 앤더슨
- 잔느 딜망 - 샹탈 애커만
- Junun - 폴 토마스 앤더슨
- 마션 - 리들리 스콧
- 오 형제여 어디 있는가 - 조엘 코엔
- 사울의 아들 - 라즐로 네메스

### 스포트라이트 온 다큐멘터리
- Everything Is Copy - Jacob Bernstein
- Asylum - 로라 포이트러스
- Peace in the Valley - 마이클 팰미어리 외1명
- Notes from the Border - 이바 라디보예빅
- The Above - Kirsten Johnson
- God Is an Artist - 더스틴 가이 디파
- Birdie - 헬로이사 파소스
- 피쉬 테일 - 조아킴 핀토 외1명
- 이라크 영년 - 압바스 파델
- Immigration Battle/Reasons to Believe - 마이클 카메리니 외1명
- 그녀, 잉그리드 버그만 - 스티그 비요크만
- 잭슨 하이츠에서 - 프레더릭 와이즈먼
- 지아장커: 펜양에서 온 사나이 - 월터 살레스
- Rebel Citizen - 파멜라 예이츠
- 트러블메이커스: 더 스토리 오브 랜드 아트 - 제임스 크럼프
- We Are Alive - 카르멘 카스틸로
- The Witness - James Solomon

### 회고전
- Ingreen - 나다니엘 도어스키
- A Fall Trip Home - 나다니엘 도어스키
- Summerwind - 나다니엘 도어스키
- Kodachrome Dailies from the Time of Song and Solitude (Reel 1) - 나다니엘 도어스키
- Two Personal Gifts aka Fool’s Spring - 나다니엘 도어스키
- Hours for Jerome Part 1 - 나다니엘 도어스키
- Hours for Jerome Part 2 - 나다니엘 도어스키
- Pneuma - 나다니엘 도어스키
- 17 Reasons Why - 나다니엘 도어스키
- 알라야 - 나다니엘 도어스키
- 트리스트 - 나다니엘 도어스키
- 변주 - 나다니엘 도어스키
- Arbor Vitae - 나다니엘 도어스키
- 송 앤 솔리튜드 - 나다니엘 도어스키
- Threnody - 나다니엘 도어스키
- 비지테이션 - 나다니엘 도어스키
- 사라반드 - 나다니엘 도어스키
- 캄플린 - 나다니엘 도어스키
- 오바드 - 나다니엘 도어스키
- 겨울 - 나다니엘 도어스키
- The Return - 나다니엘 도어스키
- 파스투렐르 - 나다니엘 도어스키
- 어거스트 앤 애프터 - 나다니엘 도어스키
- April - 나다니엘 도어스키
- 송 - 나다니엘 도어스키
- 봄 - 나다니엘 도어스키
- Summer - 나다니엘 도어스키
- February - 나다니엘 도어스키
- Avraham - 나다니엘 도어스키
- December - 나다니엘 도어스키
- Love’s Refrain - 나다니엘 도어스키
- Intimations - 나다니엘 도어스키
- Prelude - 나다니엘 도어스키
- In the Stone House - 제롬 힐러
- New Shores - 제롬 힐러
- Words of Mercury - 제롬 힐러
- Gladly Given - 제롬 힐러
- Marginalia - 제롬 힐러

### 프로젝션스
- 니더 갓 노어 산타 마리아 - 엘레나 히론
- Something Horizontal - 블레이크 윌리엄스
- Analysis of Emotions and Vexations - 보이체흐 바코스키
- Traces - Scott Stark
- Entangled - Riccardo Giacconi
- Prima Materia - 샬롯 프라이스
- Intersection - 빈센트 그레니어
- Port Noir - Laura Kraning
- Centre of the Cyclone - Heather Trawick
- The Devastated Land - 임마뉴엘 레프랑
- Cathode Garden - 제니 게이저
- Something Between Us - 조디 맥
- brouillard – passage 15 - 알렉상드르 라로즈
- A Distant Episode - 벤 리버스
- In Girum Imus Nocte - Giorgio Andreotta Calo
- Half Human, Half Vapor - 마이크 스톨츠
- Occidente - 아나 베즈
- YOLO - 벤 러셀
- Ah humanity! - 언스트 카렐 외2명
- Hard as Opal - 대니 레벤달 외1명
- Confessions - Curt McDowell
- Non-Stop Beautiful Ladies - Alee Peoples
- 마르스 가든 - 루이스 클라
- 우아한 육체 - 피터 체르카스키
- Soft Fiction - 칙 스트랜드
- Lost Note - 사울 레빈
- Minotaur - 니콜라스 페레다
- Live to Live - 라이다 레르순디
- Hello - Simon Fujiwara
- F 포 피보나치 - 비어트리스 깁슨
- Black Code - 루이스 헨더슨
- Lessons of War - Peggy Ahwesh
- Scales in the Spectrum of Space - 펀 실바
- Many Thousands Gone - Ephraim Asili
- 88:88 - 아이제이아 머디나
- Radio at Night - 제임스 리처즈
- 올 댓 이즈 솔리드 - 루이스 헨더슨
- Mad Ladders - Michael Robinson
- Erysichthon - 존 라프만
- Slow Zoom Long Pause - Sara Magenheimer
- Hyperlinks or It Didn’t Happen - Cecile B. Evans
- Santa Teresa & Other Stories - Nelson Carlo de Los Santos Arias 외1명
- Bunte Kuh - Ryan Ferko 외2명
- The Everyday Ritual of Solitude Hatching Monkeys - 바심 맥디
- 더 스카이 트렘블스 앤 디 어스 이즈 어프레이드 앤 더 투 아이즈 아 낫 브라더스 - 벤 리버스
- Chums from Across the Void - 짐 핀
- The Two Sights - 캐서린 맥기니스
- A Disaster Forever - Michael Gitlin
- Terrestrial - Calum Michel Walter
- Noite Sem Distancia - 로이스 파티노
- Rabbit Season, Duck Season - Michael Bell-Smith
- All My Love All My Love - Hannah Black
- Velvet Peel 1 - 빅터 푸
- OM 라이더 - 타케시 무라타

### 리바이벌스
- 필사의 추적 - 브라이언 드 팔마
- 란 - 구로사와 아키라
- 협녀 - 호금전
- Visit, or Memories and Confessions - 마뇰 드 올리베이라
- 흑인 소녀 - 우스만 셈벤
- 펑꾸이에서 온 소년 - 허우 샤오시엔
- 천국은 기다려준다 - 에른스트 루비치
- 인시앙 - 리노 브로카
- 머나먼 항해 - 존 포드
- 메모리 오브 저스티스 - 마르셀 오필스
- 로코와 그의 형제들 - 루치노 비스콘티

### 프리 프라이데이
- 재즈는 나의 인생 - 밥 포시
- 모호크족의 북소리 - 존 포드
- 코미디의 왕 - 마틴 스코세이지
- 리브 허 투 헤븐 - 존 M. 스탈
- 언제나 둘이서 - 스탠리 도넌
- 분노의 강 - 엘리아 카잔